# Sainte-Camelle
Sainte-Camelle település Franciaországban, Aude megyében. Lakosainak száma 124 fő (2022. január 1.). Sainte-Camelle La Louvière-Lauragais, Mézerville, Montauriol, Peyrefitte-sur-l’Hers és Salles-sur-l’Hers községekkel határos.

## Népesség
A település népessége az elmúlt években az alábbi módon változott:
| Lakosok száma | 129  | 95   | 94   | 111  | 113  | 118  | 119  | 117  | 118  | 124  |
|               | 1968 | 1982 | 1990 | 2006 | 2013 | 2015 | 2017 | 2019 | 2020 | 2022 |